# Wijmers (Noord-Holland)
Wijmers is een buurtschap in de gemeente Drechterland, in de Nederlandse provincie Noord-Holland. Ze behoorde van 1970 tot 1 januari 2006 bij de gemeente Venhuizen.
Wijmers valt tegenwoordig onder Wijdenes, maar is van oorsprong een dijk op de grens van de bannes Wijdenes en Schellinkhout en loopt parallel met beide dorpen. In de loop van de negentiende eeuw ontstond er bewoning langs deze dijk. Hiervan viel de bewoning aan de westzijde onder Schellinkhout en aan de oostzijde onder Wijdenes. Later is er een weg aangelegd op de noordkant van de dijk de Wijmers (het deel met de bewoning), maar het zuidelijke deel is een dijkje gebleven, alleen geschikt als wandelpad. In de 21e eeuw ligt Wijmers nog altijd los van het dorp Wijdenes.
De noordkant van Wijmers is gelegen op een soort vijfsprong, met een kruising met de doorlopende provinciale weg N506, de Blokdijk en de Hemweg. Hier bevindt zich een groot restaurant, met daar wat bewoning in de buurt, verder bestaat de bewoning vooral uit boerderijen en vrijstaande huizen. Naar het zuiden toe buigt de weg af naar de weg Jongeweer richting Wijdenes, waarbij het dijkje Wijmers doorloopt richting de Zuiderdijk.

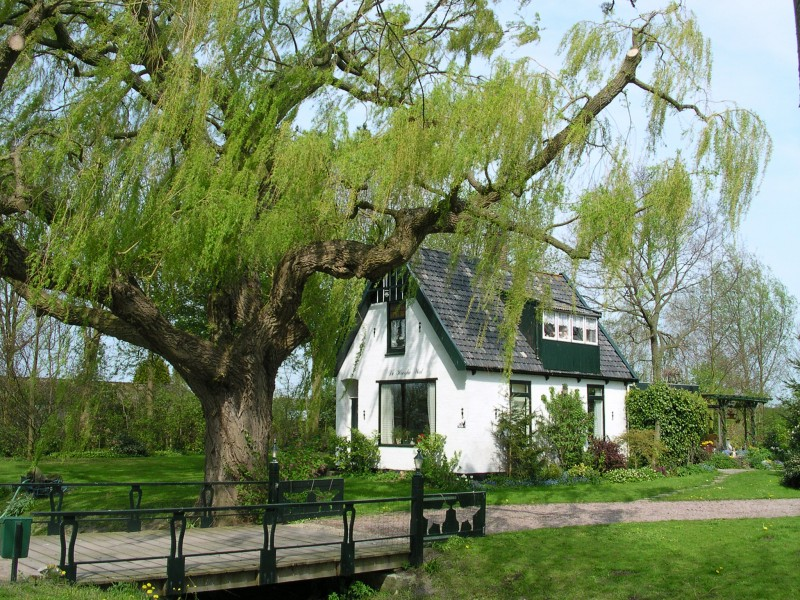
Een huis met brug
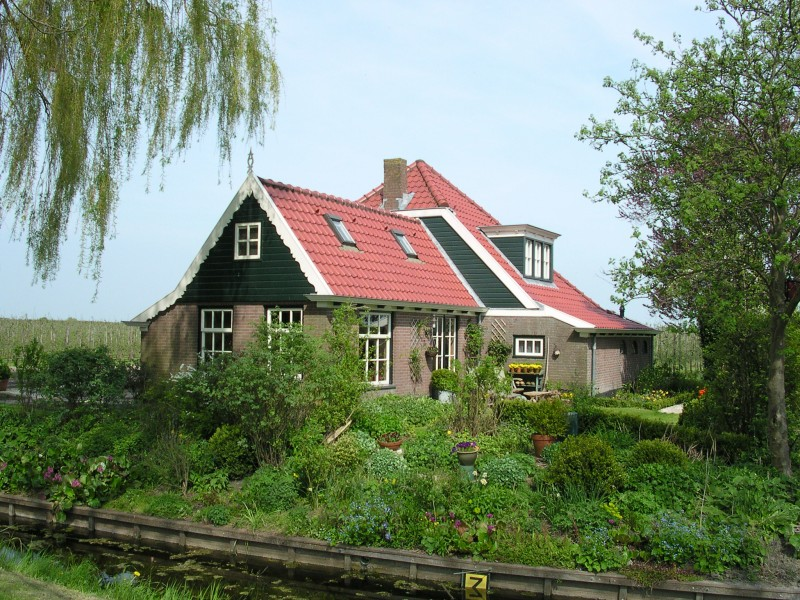
Huis en boerderij

Dorpen: Hem · Hoogkarspel · Oosterblokker · Oosterleek · Schellinkhout · Venhuizen · Westwoud · Wijdenes

Buurtschappen: Binnenwijzend · Blokdijk · De Bangert (deels) · De Buurt · De Hout · De Weed · Kraaienburg · Leekerweg · Munnickaij (deels) · Oostergouw · Oosterwijzend · Oudijk · Tersluis · Westerbuurt · Westerwijzend · Wijmers · Zittend
Noord-Holland: Steden en dorpen      Nederland: Provincies · Gemeenten